# 尤寧縣 (南卡羅萊納州)
尤寧縣（英語：Union County）是美国南卡罗来纳州西北部的一個縣，面積1,336平方公里。根據2020年美國人口普查，共有人口27,244人。縣治尤寧。該縣成立於1785年，縣名指的是服務長老會和聖公會的聯合教會（Union Church）。